# WW Большой Медведицы
WW Большой Медведицы (лат. WW Ursae Majoris), HD 238041 — одиночная переменная звезда в созвездии Большой Медведицы на расстоянии приблизительно 2849 световых лет (около 874 парсеков) от Солнца. Видимая звёздная величина звезды — от +11,9m до +10,7m.

## Характеристики
WW Большой Медведицы — красная пульсирующая медленная неправильная переменная звезда (LB) спектрального класса M6 или M4.